# Pullen (Antarktika)
Otok Pullen je otok u blizini središta zaljeva Violante uz istočnu obalu Palmerove zemlje. Dug je 9 km, a na svom sjevernom kraju se uzdiže do 495 metara. Otkrila ga je Antarktička služba SAD-a u letu iz istočne baze 30. prosinca 1940., nazvana je po Williamu A. Pullenu, pomoćniku zrakoplovnog strojara u istočnoj bazi.